# Gachancipá (ort)
Gachancipá är en ort i Colombia.   Den ligger i departementet Cundinamarca, i den centrala delen av landet, 50 km nordost om huvudstaden Bogotá. Gachancipá ligger 2 565 meter över havet och antalet invånare är 3 119.
Terrängen runt Gachancipá är kuperad. Runt Gachancipá är det ganska tätbefolkat, med 58 invånare per kvadratkilometer. Närmaste större samhälle är Zipaquirá, 15,1 km väster om Gachancipá. Omgivningarna runt Gachancipá är en mosaik av jordbruksmark och naturlig växtlighet.